# Duplán ellenőrzött zárolás minta
A duplán ellenőrzött zárolás egy konkurens programtervezési minta, amit arra használnak, hogy csökkentse a lockolás költségét egy előzetes lekérdezéssel, hogy fennáll-e a lockolás oka, és csak akkor lockol, ha tényleg szükséges.
A minta nem minden környezetben (hardver, nyelv, fordító) hasznos. Fennáll annak a veszélye, hogy a konkurens programozásra nem kellően felkészített fordító kioptimalizálja a második lekérdezést. Egyes esetekben antimintának tekinthető.
Tipikusan lusta inicializációhoz vagy egykéhez használják. A lusta inicializáció lényege, hogy az első használat idejére halasztja el a létrehozást.

## Használata C++11-ben
C++11-ben nincs szükség az egykéhez duplán ellenőrzött zárolásra: Ha a vezérlés egy olyan deklarációba lép bele, ahol éppen konkurensen inicializálnak egy változót, akkor a szálnak várnia kell, amíg a létrehozás befejeződik. Tehát az egyke létrehozható úgy, mint:
```
Singleton
&
 
instance
()

{

     
static
 
Singleton
 
s
;

     
return
 
s
;

}

```

Ha mégis használni kell a mintát, mivel például a Visual Studio 2013 nem tartalmazza a konkurrens programozáshoz használható nyelvi szabvány "Magic statics" nevű elemét, akkor megszerző-elengedő kerítést kell használni:
```
std
::
atomic
<
Singleton
*>
 
Singleton
::
m_instance
;

std
::
mutex
 
Singleton
::
m_mutex
;

Singleton
*
 
Singleton::getInstance
()
 
{

    
Singleton
*
 
tmp
 
=
 
m_instance
.
load
(
std
::
memory_order_relaxed
);

    
std
::
atomic_thread_fence
(
std
::
memory_order_acquire
);

    
if
 
(
tmp
 
==
 
nullptr
)
 
{

        
std
::
lock_guard
<
std
::
mutex
>
 
lock
(
m_mutex
);

        
tmp
 
=
 
m_instance
.
load
(
std
::
memory_order_relaxed
);

        
if
 
(
tmp
 
==
 
nullptr
)
 
{

            
tmp
 
=
 
new
 
Singleton
;

            
std
::
atomic_thread_fence
(
std
::
memory_order_release
);

            
m_instance
.
store
(
tmp
,
 
std
::
memory_order_relaxed
);

        
}

    
}

    
return
 
tmp
;

}

```

## Használata Javában
Tekintsük a következő kódrészletet:
```
// Single-threaded version

class
 
Foo
 
{

    
private
 
Helper
 
helper
;

    
public
 
Helper
 
getHelper
()
 
{

        
if
 
(
helper
 
==
 
null
)
 
{

            
helper
 
=
 
new
 
Helper
();

        
}

        
return
 
helper
;

    
}

    
// other functions and members...

}

```

Konkurens környezetben ez nem működik, zárolni kell az objektumot; különben lehetséges, hogy két szál szimultán hívja a getHelper() metódust, amivel egyszerre próbálják létrehozni az objektumot, vagy az egyik egy még nem kész objektumot vesz használatba. A zárolás azt jelenti, hogy az metódust szinkronizálttá kell tenni:
```
// Correct but possibly expensive multithreaded version

class
 
Foo
 
{

    
private
 
Helper
 
helper
;

    
public
 
synchronized
 
Helper
 
getHelper
()
 
{

        
if
 
(
helper
 
==
 
null
)
 
{

            
helper
 
=
 
new
 
Helper
();

        
}

        
return
 
helper
;

    
}

    
// other functions and members...

}

```

ami drága, ezért nem szeretik. Akár 100-szor annyi időbe is kerülhet egy szinkronizált metódus hívása, mint egy nem szinkronizálté. Előny, hogy csak az első szál hozza létre az objektumot, és ezalatt a többi szál közül néhányat megvárakoztat, amíg az objektum el nem készül. Ezután minden hívás referenciát ad vissza az objektumra. Ekkor azonban már szükségtelen a zárolás, ezért sok programozó megpróbálta ezt elkerülni:
- Zárolás nélkül lekérdezzük, hogy a változó inicializálva van-e. Ha már inicializálva van, akkor vissza lehet térni.
- Különben megszerezzük a lockot, és újra megkérdezzük, inicializálva van-e. Ha igen, akkor vissza lehet térni.
- Különben inicializáljuk a változót, és úgy térünk vissza.

```
// Broken multithreaded version

// "Double-Checked Locking" idiom

class
 
Foo
 
{

    
private
 
Helper
 
helper
;

    
public
 
Helper
 
getHelper
()
 
{

        
if
 
(
helper
 
==
 
null
)
 
{

            
synchronized
(
this
)
 
{

                
if
 
(
helper
 
==
 
null
)
 
{

                    
helper
 
=
 
new
 
Helper
();

                
}

            
}

        
}

        
return
 
helper
;

    
}

    
// other functions and members...

}

```

Ez az algoritmus hatékonynak látszó megoldást ad a problémára, azonban nem olyan jó, mint amilyennek kinéz, mivel bekövetkezhetnek ilyen sorrendben is az események:
- Az A szál elkezdi létrehozni a példányt, de közben elveszik tőle a vezérlést.
- Egyes nyelvekben a létrehozás alatt álló objektum kimásolódik egy megosztott változóba. Ez Javában is így van, ha a konstruktor inline; ekkor az allokálás után, de még a inicializálás előtt kikerül az objektum referenciája a megosztott változóba.
- A B szál azt hiszi, hogy ez egy kész objektum, és visszaadja. A zárolással nem is próbálkozik, hanem úgy használja az objektumot, ahogy akarja, ami miatt a program hibásan kezd működni vagy összeomlik.

Korai Java verziókban a duplán ellenőrzött zárolás nehezen észrevehető és nehezen reprodukálható hibákat okozott, és nehéz volt megkülönböztetni a jó implementációt a hibástól. Problémák voltak a hordozhatósággal is, mert a különböző ütemezési stratégiák miatt nem mindenütt működött. Ezt a problémát a J2SE 5.0 oldotta meg a volatile kulcsszó bevezetésével. Ez azt biztosítja, hogy többszálú környezetben sem kezelik rosszabbul a volatile változót, mint egyszálú környezetben. Az új minta:
```
// Works with acquire/release semantics for volatile in Java 1.5 and later

// Broken under Java 1.4 and earlier semantics for volatile

class
 
Foo
 
{

    
private
 
volatile
 
Helper
 
helper
;

    
public
 
Helper
 
getHelper
()
 
{

        
Helper
 
result
 
=
 
helper
;

        
if
 
(
result
 
==
 
null
)
 
{

            
synchronized
(
this
)
 
{

                
result
 
=
 
helper
;

                
if
 
(
result
 
==
 
null
)
 
{

                    
helper
 
=
 
result
 
=
 
new
 
Helper
();

                
}

            
}

        
}

        
return
 
result
;

    
}

    
// other functions and members...

}

```

A result helyi változó feleslegesnek látszik, azonban sokat gyorsíthat a programon. Ugyanis, ha a helper inicializálva van, akkor a volatile mezőt csak egyszer kell kiolvasni. Ez akár 25%-os javulást is eredményezhet.
Ha a helper objektum statikus, akkor alternatíva az egyke lusta inicializálása. Lásd: Listing 16.6 a fent idézett szövegből:
```
// Correct lazy initialization in Java

class
 
Foo
 
{

    
private
 
static
 
class
 
HelperHolder
 
{

       
public
 
static
 
final
 
Helper
 
helper
 
=
 
new
 
Helper
();

    
}

    
public
 
static
 
Helper
 
getHelper
()
 
{

        
return
 
HelperHolder
.
helper
;

    
}

}

```

Ez arra hagyatkozik, hogy a beágyazott osztályok addig nem töltődnek be, amíg nincs rájuk hivatkozás.
A módosíthatatlan objektumokat nem lehet elrontani; ezért ha a helper utólagos módosítására nincs szükség, akkor volatile helyett final használható:
```
public
 
class
 
FinalWrapper
<
T
>
 
{

    
public
 
final
 
T
 
value
;

    
public
 
FinalWrapper
(
T
 
value
)
 
{

        
this
.
value
 
=
 
value
;

    
}

}

public
 
class
 
Foo
 
{

   
private
 
FinalWrapper
<
Helper
>
 
helperWrapper
;

   
public
 
Helper
 
getHelper
()
 
{

      
FinalWrapper
<
Helper
>
 
tempWrapper
 
=
 
helperWrapper
;

      
if
 
(
tempWrapper
 
==
 
null
)
 
{

          
synchronized
(
this
)
 
{

              
if
 
(
helperWrapper
 
==
 
null
)
 
{

                  
helperWrapper
 
=
 
new
 
FinalWrapper
<
Helper
>
(
new
 
Helper
());

              
}

              
tempWrapper
 
=
 
helperWrapper
;

          
}

      
}

      
return
 
tempWrapper
.
value
;

   
}

}

```

A tempWrapper helyi változóra korrektség miatt van szükség; a helperWrapper használata az ellenőrzéshez és a visszatérési értékhez problémás lehet a Java Memory Model által megengedett átrendezések miatt. Performance of this implementation is not necessarily better than the volatile

## Használata a Microsoft .NET keretrendszerben
A .NET keretrendszerekben a duplán ellenőrzött zárolás könnyen megvalósítható. Egy gyakran használt minta:
```
public
 
class
 
MySingleton
 
{

    
private
 
static
 
object
 
myLock
 
=
 
new
 
object
();

    
private
 
static
 
volatile
 
MySingleton
 
mySingleton
 
=
 
null
;
 
// 'volatile' is unnecessary in .NET 2.0 and later

    
private
 
MySingleton
()
 
{

    
}

    
public
 
static
 
MySingleton
 
GetInstance
()
 
{

        
if
 
(
mySingleton
 
==
 
null
)
 
{
 
// 1st check

            
lock
 
(
myLock
)
 
{

                
if
 
(
mySingleton
 
==
 
null
)
 
{
 
// 2nd (double) check

                    
mySingleton
 
=
 
new
 
MySingleton
();

                    
// A .NET 1.1 implicit volatile-nak jelöli a mySingleton objektumot,

                    
// ami biztosítja a szükséges menmóriakorlátokat a konstruktorhívások

                    
// és a mySingletonnak való írás között. A zárolás által létrehozott korlátozás nem elégséges,

                    
// mivel az objektum a zár elengedése előtt láthatóvá válhat. A .NET 2.0-tól kezdve

                    
// a zárolás elégséges, és a volatile-ra nincs szükség.

                
}

            
}

        
}

        
// A zár azért nem volt elégséges, mert nem minden szál próbálta megszerezni.

        
// Az olvasásra megszerző zárra a mySingleton tesztelése és használata között van szükség.

        
// Ezt a védelmet azért kapta a mySingleton, mert 'volatile' volt.

        
// A .NET 2.0-tól kezdve nem kell a, 'volatile'.

        
return
 
mySingleton
;

    
}

}

```

Ebben a példában a lock hint a mySingleton objektum, ami akkor nem null, ha már elkészült és használatra készen áll. A .NET 4.0-ban bevezették a Lazy<T> osztályt, ami alapértelmezetten használja a duplán ellenőrzött zárolást (ExecutionAndPublication mód), és tárolja a konstruktor által dobott kivételt, vagy a Lazy<T>-nek átadott függvény eredményét is:
```
public
 
class
 
MySingleton

{

    
private
 
static
 
readonly
 
Lazy
<
MySingleton
>
 
_mySingleton
 
=
 
new
 
Lazy
<
MySingleton
>
(()
 
=>
 
new
 
MySingleton
());

    
private
 
MySingleton
()
 
{
 
}

    
public
 
static
 
MySingleton
 
Instance

    
{

        
get

        
{

            
return
 
_mySingleton
.
Value
;

        
}

    
}

}

```

## Fordítás
Ez a szócikk részben vagy egészben  a   Double-checked locking című angol Wikipédia-szócikk fordításán alapul.  Az eredeti cikk szerkesztőit annak laptörténete sorolja fel. Ez a jelzés csupán a megfogalmazás eredetét és a szerzői jogokat jelzi, nem szolgál a cikkben szereplő információk forrásmegjelöléseként.